# Mellicta plena
Mellicta plena är en fjärilsart som beskrevs av Ruggero Verity 1921. Mellicta plena ingår i släktet Mellicta och familjen praktfjärilar. Inga underarter finns listade i Catalogue of Life.